# Rhynchomys labo
Rhynchomys labo és una espècie de mamífer rosegador de la família dels múrids. És endèmic del vessant nord del Mont Labo, a l'illa filipina de Luzon, on viu a altituds d'entre 1.250 i 1.413 msnm. El seu hàbitat natural són els boscos. Té una llargada de cap a gropa de 157-192 mm, la cua de 97-114 mm i un pes de 134-182 g. El seu nom específic fa referència al Mont Labo.